# Martin Meichelbeck
Martin Meichelbeck (ur. 21 listopada 1976 w Bambergu, Niemcy) – niemiecki piłkarz grający zazwyczaj na pozycji środkowego lub lewego obrońcy. Od 2008 jego klubem jest SpVgg Greuther Fürth.
Meichelbeck urodził się w Bambergu (Frankonia). Jego pierwszym klubem piłkarskim był FC Baunach (do 1992), następnie przez sezon 1992–93 grał w młodzieżowej drużynie 1. FC Nürnberg. Jego dalsza kariera młodzieżowa kontynuowana była w dwóch klubach: 1. FC Bamberg (1993–1996) i Jahn Forchheim (1996–1998).
Profesjonalną karierę, Meichelbeck rozpoczął w roku 1998 w SpVgg Greuther Fürth, w zespole, który grał wówczas w 2. Bundeslidze. Przez dwa sezony był zazwyczaj rezerwowym, o czym świadczyć może liczba rozegranych przez niego meczów (35).
W 2000 roku był przedmiotem transferu do VfL Bochum. Tam otrzymał numer ‘3’, z którym gra po dziś dzień. Meichelbeck jest graczem, który w sezonie 2007/08 rozegrał najwięcej spotkań spośród wszystkich zawodników Bochum. Największe sukcesy, jak święcił z klubem z Nadrenii Północnej-Westfalii, są dwa rozegrane mecze w ramach Pucharu UEFA przeciwko Standardowi Liège. Swego czasu zaliczył także jeden występ w młodzieżowej reprezentacji Niemiec. Podczas swojej przygody z Bochum, Martin dwukrotnie zaznał smaku degradacji z Bundesligi, jak i awansu do niej. Warto również nadmienić, iż przez całą karierę piłkarską, tylko raz otrzymał czerwoną kartkę.